# مطار العيون الحسن الأول

طائرة من بعثة المينورسو بالعيون.

مطار العيون الحسن الأول (إياتا: EUN، إيكاو: GMML) هو مطار دولي يخدم مدينة العيون بالمملكة المغربية.

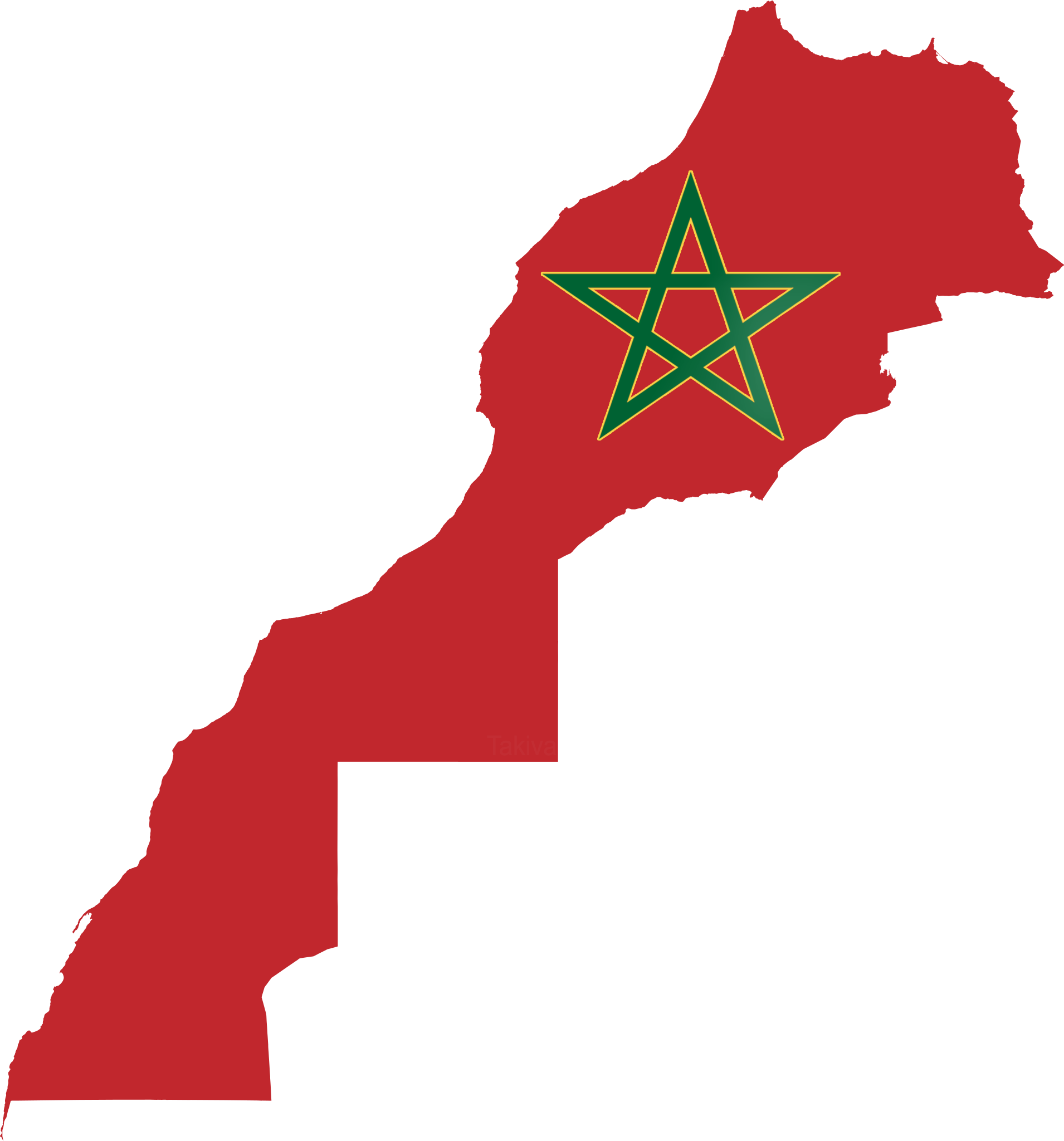
خريطة المملكة المغربية

## تاريخ
11 يونيو 2019: إفتتحت الخطوط الملكية المغربية قاعدة جوية لها بالمطار، وخصصت طائرة من طراز اي تي ار 72، وقامت بإضافة خطوط جوية جديدة من العيون إلى كلميم، ومراكش، وزيادة عدد الرحلات الجوية بين العيوان ومدن الدار البيضاء، أكادير، الداخلة، ولاس بالماس. وخلال جائحة كوفيد 19 وتوقف الرحلات الجوية، توقف العمل بهذه القاعدة الجوية حيث تم الغاء الرحلات من العيون الى كلميم ومراكش وتم الابقاء على الرحلات الاخرى الى الداخلة وأكادير والدار البيضاء ولاس بالماس.

## الاستخدام العسكري
بالإضافة للاستخدام المدني للمطار من طرف الرحلات الجوية التجارية، فله أيضا استعمال عسكري حيث تتواجد به القاعدة الجوية رقم 4 للقوات المسلحة الملكية المغربية، تتواجد بها طائرات عسكرية مقاتلة وأخرى للشحن الجوي العسكري ونقل الجنود.
كما يُستعمل المطار أيضا من طرف طائرات مُنظمة الأمم المتحدة لنقل موظفيها التابعين لبعثة المينرسو الذين يُراقبون الأوضاع في الصحراء، ويستعمل أيضاً من طرف طائرات الدرك الملكي من طراز بريتن نورمان ايلاندر لمراقبة السواحل.

## شركات الطيران
| شركات الطيران           | الوجهات                                       |
| ----------------------- | --------------------------------------------- |
| الخطوط الملكية المغربية | الداخلة - أكادير - الدار البيضاء - لاس بالماس |
| بينتر كنارياس           | لاس بالماس                                    |

## إحصائيات
حركة المسافرين:
| 2012   | 2013    | 2014    | 2015    | 2016    | 2017    | 2018    | 2019    | 2020    | 2021    | 2022    |
| ------ | ------- | ------- | ------- | ------- | ------- | ------- | ------- | ------- | ------- | ------- |
| 484 94 | 004 107 | 356 123 | 126 152 | 477 182 | 274 206 | 784 221 | 610 255 | 986 126 | 358 180 | 458 206 |
|        | ▲       | ▲       | ▲       | ▲       | ▲       | ▲       | ▲       | ▼       | ▲       | ▲       |

## وصلات خارجية
- وجهات العيون